# ミハイル・フルンゼ

署名

ミハイル・ヴァシーリエヴィチ・フルンゼ（ロシア語: Михаи́л Васи́льевич Фру́нзе, ラテン文字転写: Mikhail Vasil'evich Frunze, ルーマニア語: Mihail Frunză, 1885年2月2日(ユリウス暦1月21日) - 1925年10月31日）は、ソビエト連邦（ソ連）の政治家。ロシア革命前後におけるボリシェヴィキの指導者の一人。ソ連陸海軍人民委員および共和国革命軍事会議議長を務めた。

## 生涯
ロシア帝国領トルキスタンのピシュペク（現在のキルギスの首都ビシュケク）に生まれる。父はモルドバ人（現在のモルドバ出身のルーマニア人）、母はロシア人。1903年にロンドンで開かれたロシア社会民主労働党の第2回総会で、運営方針を巡って党がウラジーミル・レーニン率いるボリシェヴィキとユーリー・マルトフ率いるメンシェヴィキに分裂した際、フルンゼはボリシェヴィキに参加した。その2年後、1905年の第一次ロシア革命でフルンゼは繊維労働者を率いてデモを組織した。革命が失敗すると、フルンゼは逮捕され、死刑を宣告されたが、その後減刑され重労働付きの終身刑となった。
その後シベリアの労働キャンプで10年間過ごす。そこでフルンゼはクラウゼヴィッツ、ジョミニ、孫子、フリードリヒ大王らの著作を次々と読破し、軍事知識を身に付けていった。のちにフルンゼは脱走しチタへ逃亡した。その地ではボリシェヴィキの機関誌の編集をしていた。
1917年に2月革命が勃発すると、フルンゼはミンスクの赤衛隊を率いて活動し、ベラルーシ・ソビエト議長に任命された。その後モスクワへ向かい、その地の赤衛隊を用いて町の制圧に貢献した。1918年、フルンゼはイヴァノヴォ地方の軍事担当人民委員に任命された。ロシア内戦が始まるとフルンゼは南方軍の司令官に任命され、オムスクでアレクサンドル・コルチャーク率いる白軍に勝利した。赤軍を束ねるレフ・トロツキーはフルンゼを東部戦線全体の総司令官に任命し、トルキスタンの白軍を制圧するよう命じた。1920年11月、フルンゼは最後まで白軍の統治下にあったクリミア半島を占領、ピョートル・ウランゲリの率いる白軍の残党はフランスなどへ亡命した。続いてネストル・マフノが率いていたウクライナのアナーキスト運動を鎮圧した。
1921年、フルンゼは党の中央委員会委員に任命され、1925年1月にはレフ・トロツキー失脚時の後任として陸海軍人民委員・革命軍事会議議長となった。グリゴリー・ジノヴィエフの支援を受けたフルンゼはヨシフ・スターリンと対立していたが、1925年10月31日、腹部手術の際に麻酔を多量に投与されて死亡した。その際の医師を選抜したのがスターリンであり、死について関与を疑う声がある。遺体はクレムリンの城壁に葬られた。

## 顕彰
死の翌年の1926年、生地のビシュケクが彼を記念してフルンゼと改められた。1991年に名称は元へ戻されたが、街の通りや博物館には今もその名が付されている。ソ連時代に最高峰の軍事教育施設であったフルンゼ軍事大学の名称も彼を記念したものである。キーロフ級ミサイル巡洋艦の2番艦は、彼の名前から「フルンゼ」と命名されたが、ソ連崩壊後にアドミラル・ラーザリェフへ改名された。モスクワやサンクト=ペテルブルクの地下鉄には「フルンゼンスカヤ駅」という名称の駅が存在する。